# Guasila
Guasila (en sard, Guasila) és un municipi italià, dins de la província de Sardenya del Sud. L'any 2007 tenia 2.968 habitants. Es troba a la regió de Trexenta. Limita amb els municipis de Furtei (VS), Gesico, Guamaggiore, Ortacesus, Pimentel, Samatzai, Segariu (VS), Serrenti (VS), Villamar (VS) i Villanovafranca (VS).

## Administració
| Període | Identitat     | Partit        |
| ------- | ------------- | ------------- |
| 2006-   | Giorgio Melas | Llista cívica |